# Exaugusto Boiano
Exaugusto Boiano (em latim: Exaugustus Boianus; em grego medieval: Βοϊωάννης, Boioánnes), Bugiano (em latim: Bugianus) ou Vulcano (em latim: Vulcanus) foi um oficial bizantino do século XI, ativo no reinado do imperador Miguel IV (r. 1034–1041). Era filho do catepano da Itália Basílio Boiano (1017–1028) e serviu na mesma função que seu pai em 1041.

## Vida

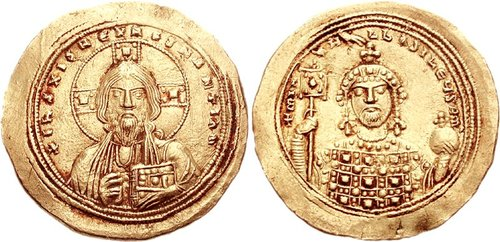
Histameno de r.

As origens de Boiano são desconhecidas, exceto que era filho do catepano da Itália Basílio Boiano (1017–1028). Seu primeiro nome não é conhecido. Boiano (e suas variantes) pode ser sobrenome ou epíteto, enquanto Exaugusto pode ser seu primeiro ou segundo nome, título ou epíteto descritivo, pois significa "glorioso". Em 1041, o catepano Miguel Dociano pediu ajuda ao imperador Miguel IV (r. 1034–1041), que respondeu enviando tropas e Exaugusto como seu sucessor no posto. A circunstância do pedido foi uma grande revolta lombardo-normanda que ameaçava a autoridade do Império Bizantino no sul da Itália. Em 3 de setembro, Exaugusto foi derrotado na Batalha de Montepeloso contra uma tropa normanda liderada por Atenulfo de Benevento. Exaugusto foi preso e levado para Melfi ou Benevento.